# Villeneuve-d'Ascq
Villeneuve-d'Ascq (in piccardo Neuvile-Ask) è un comune francese situato nel dipartimento del Nord. Sorta nel 1967 come città, è la più popolata del Mélantois.

## Storia
Nata nel 1967 dall'unione di tre antichi villaggi, Ascq, Annappes e Flers, la città è il luogo di nascita della prima metropolitana di tipo VAL. Con più di 60 000 abitanti, la nuova città (Villeneuve d'Ascq significa infatti città nuova di Ascq) è uno dei centri principali della Metropoli europea di Lilla e il più grande (2746 ettari) dopo la stessa Lilla; è anche una delle città principali della regione Nord-Passo di Calais-Piccardia. Nel 1944 è stato il teatro di un tragico evento storico, il massacro di Ascq, ad opera di truppe naziste.
Villeneuve d'Ascq è soprannominata "la tecnopoli verde" a causa della forte presenza di centri di ricerca - ci sono campus dell'Università di Lilla e scuole di istruzione superiore - e di imprese in uno spazio piuttosto arioso. Grazie alle sue zones d'activité, il parco della Haute Borne e due centri commerciali, Villeneuve d'Ascq è un importante centro economico nel Nord-Passo di Calais. Multinazionali come Bonduelle, Cofidis e Decathlon-Oxylane vi hanno posto il loro quartier generale.

### Simboli
Lo stemma di Villeneuve-d'Ascq è stato creato nel 1973 e riunisce, uno sull'altro, gli emblemi di Ascq, Flers-lez-Lille e Annappes.

## Monumenti e luoghi d'interesse
Vi si trovano importanti musei (il più famoso è quello dedicato all'arte moderna, arte contemporanea e art brut (LaM), spazi verdi e infrastrutture dedicate alla disabilità. Nel 1963 vi fu trasferita la casa-madre delle Suore del Salvatore e della Santa Vergine.

## Società

### Evoluzione demografica
Abitanti censiti

## Cultura

### Musei
- Museo d'arte moderna di Lilla

### Campus Università di Lilla - Villeneuve d'Ascq
- Université des Sciences et Technologies (USTL) ;
- Université Charles de Gaulles de Lettres, Arts et Sciences humaines ;
- École centrale de Lille è una rinomata scuola di Laurea in Ingegneria istituita all'interno del campus dell'Università di Lilla.

## Geografia antropica

### Quartieri
Il primo quartiere costruito dopo la nascita di Villeneuve d'Ascq è Triolo.

## Amministrazione

### Gemellaggi
- Tournai
- Leverkusen
- Stirling
- La Possession
- Chaidari
- Racibórz
- Gatineau
- Ouidah
- Iași[2]

## Sport
Oltre alle sue attività accademiche ed economiche, Villeneuve d'Ascq è principalmente conosciuta per i suoi eventi sportivi - vi hanno sede due stadi (fra cui il Pierre Mauroy che ha ospitato 6 gare del Campionato europeo di calcio 2016 e, opportunamente coperto, le finali delle edizioni 2014, 2017 e 2018 della Coppa Davis e la fase finale del Campionato europeo maschile di pallacanestro 2015) e alcune delle sue squadre giocano nello sport d'élite.